# 卫璪
卫璪（？—311年）字仲宝，河东安邑（今山西夏县北）人。西晋名臣卫瓘之孙。

## 生平
卫璪字仲宝，河东安邑人，西晋名臣卫瓘之孙，卫恒之子，卫玠之兄。祖父卫瓘历任西晋青州、幽州刺史、征东大将军及司空等官职，封菑阳公。晋元康元年（291年），晋惠帝皇后贾南风以“废立之谋”的罪名，将卫瓘斩杀。卫瓘与儿子卫恒、卫岳、卫裔及孙子等九人也同时遇害。卫璪与弟弟卫玠却侥幸逃过大难。
后来晋廷以卫瓘全家无辜受祸，又念及卫瓘伐蜀功勋，追封兰陵郡公、增邑三千户，谥曰成，赠假黄钺。卫璪袭封爵位，后来改封江夏郡公，食邑八千五百户。晋怀帝即位，卫璪官拜散骑侍郎。永嘉五年（311年），匈奴刘聪攻入西晋都城洛阳，卫璪遂被杀。晋元帝司马睿以卫瓘玄孙卫崇袭封爵位。

## 资料
《晋书·列传第六·卫瓘传》